# HD34719
HD34719 — хімічно пекулярна зоря спектрального класу A0, що має видиму зоряну величину в смузі V приблизно  6,7.
Вона  розташована на відстані близько 539,1 світлових років від Сонця.

## Фізичні характеристики
Телескоп Гіппаркос зареєстрував фотометричну змінність  даної зорі з періодом    1,64 доби в межах від  Hmin= 6,67 до  Hmax= 6,63.

## Пекулярний хімічний вміст
Зоряна атмосфера HD34719 має підвищений вміст 
Hg
.